# العذير (حرض)

تعديل مصدري - تعديل

العذير هي إحدى قرى عزلة حرض بمديرية حرض التابعة لمحافظة حجة، بلغ تعداد سكانها 914 نسمة حسب تعداد اليمن لعام 2004.